# سكوت دونالدسون
سكوت دونالدسون (بالإنجليزية: Scott Donaldson)‏ هو لاعب سنوكر بريطاني، ولد في 19 مارس 1994 في بيرث في المملكة المتحدة.

## وصلات خارجية
- سكوت دونالدسون على موقع CueTracker.net (الإنجليزية)
- سكوت دونالدسون على موقع بطولة العالم للسنوكر (الإنجليزية)

- الموقع الرسمي